# Nederåtjärnen
Nederåtjärnen är en sjö i Ljusdals kommun i Hälsingland och ingår i Ljusnans huvudavrinningsområde. Sjön har en area på 0,0764 kvadratkilometer och ligger 395,5 meter över havet.

## Delavrinningsområde
Nederåtjärnen ingår i det delavrinningsområde (683824-145106) som SMHI kallar för Utloppet av Nederåtjärnen. Medelhöjden är 414 meter över havet och ytan är 0,89 kvadratkilometer. Det finns ett avrinningsområde uppströms, och räknas det in blir den ackumulerade arean 24,14 kvadratkilometer. Vattendraget som avvattnar avrinningsområdet har biflödesordning 4, vilket innebär att vattnet flödar genom totalt 4 vattendrag innan det når havet efter 190 kilometer. Avrinningsområdet består mestadels av skog (90 procent). Avrinningsområdet har 0,07 kvadratkilometer vattenytor vilket ger det en sjöprocent på 8,3 procent.